# Захарчук Степан Олександрович
Степан Олександрович Захарчук (рос. Степан Александрович Захарчук; 30 листопада 1986, смт. Амдерма, СРСР) — російський хокеїст, захисник. Виступає за «Ак Барс» (Казань) у Континентальній хокейній лізі. 
Вихованець хокейної школи ЦСК ВВС (Самара). Виступав за ЦСК ВВС (Самара), «Лада-2» (Тольятті), «Лада» (Тольятті), «Ак Барс» (Казань), «Нафтовик» (Альметьєвськ). 
Досягнення
- Володар Кубка Гагаріна (2010)